# Metalibitia borellii
Metalibitia borellii is een hooiwagen uit de familie Cosmetidae.